# Ceremușkî, Kobeleakî
Ceremușkî (în ucraineană Черемушки) este un sat în comuna Komendantivka din raionul Kobeleakî, regiunea Poltava, Ucraina.

## Demografie
Componența lingvistică a localității Ceremușkî
     Ucraineană (90,14%)
     Rusă (9,86%)
Conform recensământului din 2001, majoritatea populației localității Ceremușkî era vorbitoare de ucraineană (90,14%), existând în minoritate și vorbitori de rusă (9,86%).